# Saison 2008-2009 de l'ECHL
Saison précédente Saison suivante
La saison 2008-2009 est la vingt-et-unième saison de l'ECHL au terme de laquelle les Stingrays de la Caroline du Sud remportent la Coupe Kelly en battant en finale les Aces de l'Alaska.

## Saison régulière
Avant le début de la saison régulière l'inferno de Columbia suspend ses activités. Les Ice Pilots de Pensacola, une des franchises fondatrices de la ligue, sont fermés par la ligue lors que le président des Ice Pilots refuse d'aligner une équipe. Le Reign d'Ontario intègre quant à lui l'ECHL.
Pour la première fois de l'histoire de la ligue, une formation cesse ses activités en cours de saison. En raison de problèmes financiers, les Lynx d'Augusta se retirent le 3 décembre 2008 ; le Lightning de Tampa Bay, qui utilisait alors les Lynx à titre de club-école, transfère les joueurs vers les Sea Wolves du Mississippi. Le 22 décembre 2008, c'est au tour des Falcons de Fresno de se retirer pour les mêmes raisons qu'Augusta. Les Blackhawks de Chicago transfèrent alors leurs joueurs vers les Gladiators de Gwinnett.

### Classement

#### Association américaine
| Clt   | Équipe                 | PJ | V  | D  | DP | DF | BP  | BC  | Pts |
| ----- | ---------------------- | -- | -- | -- | -- | -- | --- | --- | --- |
| +001, | Cyclones de Cincinnati | 72 | 41 | 26 | 2  | 3  | 256 | 231 | 87  |
| +002, | Devils de Trenton      | 72 | 40 | 25 | 2  | 5  | 236 | 206 | 87  |
| +003, | Jackals d'Elmira       | 72 | 39 | 26 | 2  | 5  | 235 | 232 | 85  |
| +004, | Nailers de Wheeling    | 72 | 36 | 28 | 2  | 6  | 263 | 260 | 80  |
| +005, | Chiefs de Johnstown    | 72 | 37 | 30 | 5  | 0  | 228 | 232 | 79  |
| +006, | Bombers de Dayton      | 72 | 32 | 33 | 4  | 3  | 229 | 247 | 71  |
| +007, | Royals de Reading      | 72 | 24 | 42 | 3  | 3  | 211 | 269 | 54  |

| Clt   | Équipe                          | PJ | V  | D  | DP | DF | BP  | BC  | Pts |
| ----- | ------------------------------- | -- | -- | -- | -- | -- | --- | --- | --- |
| +001, | Everblades de la Floride        | 71 | 49 | 17 | 2  | 3  | 265 | 186 | 103 |
| +002, | Stingrays de la Caroline du Sud | 71 | 42 | 23 | 2  | 4  | 238 | 180 | 90  |
| +003, | Checkers de Charlotte           | 71 | 34 | 29 | 2  | 6  | 217 | 224 | 76  |
| +004, | Gladiators de Gwinnett          | 72 | 31 | 35 | 1  | 5  | 214 | 246 | 68  |
| +005, | Sea Wolves du Mississippi       | 71 | 28 | 35 | 7  | 1  | 203 | 256 | 64  |
| +006, | Lynx d'Augusta                  | 16 | 6  | 10 | 1  | 1  | 39  | 70  | 14  |

#### Association nationale
| Clt   | Équipe                 | PJ | V  | D  | DP | DF | BP  | BC  | Pts |
| ----- | ---------------------- | -- | -- | -- | -- | -- | --- | --- | --- |
| +001, | Reign d'Ontario        | 73 | 38 | 29 | 4  | 2  | 197 | 218 | 82  |
| +002, | Wranglers de Las Vegas | 73 | 34 | 31 | 2  | 6  | 208 | 195 | 76  |
| +003, | Condors de Bakersfield | 72 | 33 | 32 | 3  | 4  | 246 | 263 | 73  |
| +004, | Thunder de Stockton    | 72 | 32 | 32 | 5  | 2  | 210 | 237 | 71  |
| +005, | Falcons de Fresno      | 30 | 18 | 10 | 1  | 1  | 82  | 82  | 38  |

| Clt   | Équipe                   | PJ | V  | D  | DP | DF | BP  | BC  | Pts |
| ----- | ------------------------ | -- | -- | -- | -- | -- | --- | --- | --- |
| +001, | Aces de l'Alaska         | 72 | 45 | 24 | 1  | 2  | 232 | 181 | 93  |
| +002, | Steelheads de l'Idaho    | 72 | 44 | 24 | 2  | 2  | 224 | 186 | 92  |
| +003, | Salmon Kings de Victoria | 72 | 38 | 27 | 2  | 5  | 232 | 200 | 83  |
| +004, | Grizzlies de l'Utah      | 72 | 28 | 28 | 6  | 10 | 220 | 246 | 72  |
| +005, | RoadRunners de Phoenix   | 72 | 30 | 37 | 2  | 3  | 200 | 246 | 65  |

- En gras : qualifié pour les huitièmes de finale des séries

### Meilleurs pointeurs
| Joueur          | Équipe          | PJ | B  | A  | Pts |
| --------------- | --------------- | -- | -- | -- | --- |
| Kevin Baker     | Floride         | 70 | 57 | 45 | 102 |
| Bryan Ewing     | Wheeling        | 67 | 43 | 48 | 91  |
| Travis Morin    | Caroline du Sud | 71 | 26 | 62 | 88  |
| Bryan McGregor  | Idaho           | 67 | 38 | 45 | 83  |
| Dave Bonk       | Bakersfield     | 60 | 31 | 51 | 82  |
| Mark Derlago    | Bakersfield     | 49 | 32 | 45 | 77  |
| Petr Pohl       | Johnstown       | 62 | 31 | 43 | 74  |
| Jordan Morrison | Wheeling        | 63 | 26 | 48 | 74  |
| Ryan Huddy      | Stockton        | 69 | 35 | 38 | 73  |
| Éric Castonguay | Trenton         | 57 | 29 | 41 | 70  |

### Meilleurs gardiens
| Gardien                 | Équipe          | PJ | Min   | V  | D  | DP | DF | BC  | BL | %Arr   | Moy  |
| ----------------------- | --------------- | -- | ----- | -- | -- | -- | -- | --- | -- | ------ | ---- |
| David Leggio            | Floride         | 39 | 2 284 | 27 | 7  | 2  | 1  | 86  | 4  | 91,6 % | 2,26 |
| Jean-Philippe Lamoureux | Alaska          | 51 | 3 071 | 33 | 16 | 0  | 2  | 117 | 8  | 92,3 % | 2,29 |
| Gerald Coleman          | Trenton         | 44 | 2 566 | 29 | 9  | 1  | 2  | 98  | 4  | 91,8 % | 2,29 |
| Matt Climie             | Idaho           | 42 | 2 404 | 27 | 12 | 1  | 0  | 92  | 4  | 91,5 % | 2,3  |
| Jonathan Boutin         | Caroline du Sud | 37 | 2 183 | 23 | 10 | 2  | 2  | 95  | 3  | 91,2 % | 2,61 |

## Séries éliminatoires
|  | Huitièmes de finale             | Huitièmes de finale             | Huitièmes de finale             | Huitièmes de finale             |                                 |                                 | Quarts de finale | Quarts de finale | Quarts de finale | Quarts de finale |  |  | Demi-finales | Demi-finales | Demi-finales | Demi-finales |  |  | Finale de la Coupe Kelly | Finale de la Coupe Kelly | Finale de la Coupe Kelly | Finale de la Coupe Kelly |
|  |                                 |                                 |                                 |                                 |                                 |                                 |                  |                  |                  |                  |  |  |              |              |              |              |  |  |                          |                          |                          |                          |
|  |                                 |                                 |                                 |                                 |                                 |                                 |                  |                  |                  |                  |  |  |              |              |              |              |  |  |                          |                          |                          |                          |
|  | Cyclones de Cincinnati          | Cyclones de Cincinnati          | 4                               | 4                               |                                 |                                 |                  |                  |                  |                  |  |  |              |              |              |              |  |  |                          |                          |                          |                          |
|  | Cyclones de Cincinnati          | Cyclones de Cincinnati          | 4                               | 4                               |                                 |                                 |                  |                  |                  |                  |  |  |              |              |              |              |  |  |                          |                          |                          |                          |
|  | Nailers de Wheeling             | Nailers de Wheeling             | 3                               | 3                               |                                 |                                 |                  |                  |                  |                  |  |  |              |              |              |              |  |  |                          |                          |                          |                          |
|  | Nailers de Wheeling             | Nailers de Wheeling             | 3                               | 3                               | Cyclones de Cincinnati          | Cyclones de Cincinnati          | 4                | 4                |                  |                  |  |  |              |              |              |              |  |  |                          |                          |                          |                          |
|  |                                 |                                 |                                 |                                 | Cyclones de Cincinnati          | Cyclones de Cincinnati          | 4                | 4                |                  |                  |  |  |              |              |              |              |  |  |                          |                          |                          |                          |
|  |                                 |                                 | Jackals d'Elmira                | Jackals d'Elmira                | 0                               | 0                               |                  |                  |                  |                  |  |  |              |              |              |              |  |  |                          |                          |                          |                          |
|  | Devils de Trenton               | Devils de Trenton               | Jackals d'Elmira                | Jackals d'Elmira                | 0                               | 0                               | 3                | 3                |                  |                  |  |  |              |              |              |              |  |  |                          |                          |                          |                          |
|  | Devils de Trenton               | Devils de Trenton               |                                 |                                 |                                 |                                 |                  | 3                |                  |                  |  |  |              |              |              |              |  |  |                          |                          |                          |                          |
|  | Jackals d'Elmira                | Jackals d'Elmira                | 4                               | 4                               |                                 |                                 |                  |                  |                  |                  |  |  |              |              |              |              |  |  |                          |                          |                          |                          |
|  | Jackals d'Elmira                | Jackals d'Elmira                | 4                               | 4                               | Cyclones de Cincinnati          | Cyclones de Cincinnati          | 0                | 0                |                  |                  |  |  |              |              |              |              |  |  |                          |                          |                          |                          |
|  |                                 |                                 |                                 |                                 | Cyclones de Cincinnati          | Cyclones de Cincinnati          | 0                | 0                |                  |                  |  |  |              |              |              |              |  |  |                          |                          |                          |                          |
|  |                                 |                                 | Stingrays de la Caroline du Sud | Stingrays de la Caroline du Sud | 4                               | 4                               |                  |                  |                  |                  |  |  |              |              |              |              |  |  |                          |                          |                          |                          |
|  | Everblades de la Floride        | Everblades de la Floride        | Stingrays de la Caroline du Sud | Stingrays de la Caroline du Sud | 4                               | 4                               | 4                | 4                |                  |                  |  |  |              |              |              |              |  |  |                          |                          |                          |                          |
|  | Everblades de la Floride        | Everblades de la Floride        |                                 |                                 |                                 |                                 |                  | 4                |                  |                  |  |  |              |              |              |              |  |  |                          |                          |                          |                          |
|  | Gladiators de Gwinnett          | Gladiators de Gwinnett          | 1                               | 1                               |                                 |                                 |                  |                  |                  |                  |  |  |              |              |              |              |  |  |                          |                          |                          |                          |
|  | Gladiators de Gwinnett          | Gladiators de Gwinnett          | 1                               | 1                               | Everblades de la Floride        | Everblades de la Floride        | 2                | 2                |                  |                  |  |  |              |              |              |              |  |  |                          |                          |                          |                          |
|  |                                 |                                 |                                 |                                 | Everblades de la Floride        | Everblades de la Floride        | 2                | 2                |                  |                  |  |  |              |              |              |              |  |  |                          |                          |                          |                          |
|  |                                 |                                 | Stingrays de la Caroline du Sud | Stingrays de la Caroline du Sud | 4                               | 4                               |                  |                  |                  |                  |  |  |              |              |              |              |  |  |                          |                          |                          |                          |
|  | Stingrays de la Caroline du Sud | Stingrays de la Caroline du Sud | Stingrays de la Caroline du Sud | Stingrays de la Caroline du Sud | 4                               | 4                               | 4                | 4                |                  |                  |  |  |              |              |              |              |  |  |                          |                          |                          |                          |
|  | Stingrays de la Caroline du Sud | Stingrays de la Caroline du Sud |                                 |                                 |                                 |                                 |                  | 4                |                  |                  |  |  |              |              |              |              |  |  |                          |                          |                          |                          |
|  | Checkers de Charlotte           | Checkers de Charlotte           | 2                               | 2                               |                                 |                                 |                  |                  |                  |                  |  |  |              |              |              |              |  |  |                          |                          |                          |                          |
|  | Checkers de Charlotte           | Checkers de Charlotte           | 2                               | 2                               | Stingrays de la Caroline du Sud | Stingrays de la Caroline du Sud | 4                | 4                |                  |                  |  |  |              |              |              |              |  |  |                          |                          |                          |                          |
|  |                                 |                                 |                                 |                                 | Stingrays de la Caroline du Sud | Stingrays de la Caroline du Sud | 4                | 4                |                  |                  |  |  |              |              |              |              |  |  |                          |                          |                          |                          |
|  |                                 |                                 | Aces de l'Alaska                | Aces de l'Alaska                | 3                               | 3                               |                  |                  |                  |                  |  |  |              |              |              |              |  |  |                          |                          |                          |                          |
|  | Reign d'Ontario                 | Reign d'Ontario                 | Aces de l'Alaska                | Aces de l'Alaska                | 3                               | 3                               | 3                | 3                |                  |                  |  |  |              |              |              |              |  |  |                          |                          |                          |                          |
|  | Reign d'Ontario                 | Reign d'Ontario                 |                                 |                                 |                                 |                                 |                  | 3                |                  |                  |  |  |              |              |              |              |  |  |                          |                          |                          |                          |
|  | Thunder de Stockton             | Thunder de Stockton             | 4                               | 4                               |                                 |                                 |                  |                  |                  |                  |  |  |              |              |              |              |  |  |                          |                          |                          |                          |
|  | Thunder de Stockton             | Thunder de Stockton             | 4                               | 4                               | Thunder de Stockton             | Thunder de Stockton             | 3                | 3                |                  |                  |  |  |              |              |              |              |  |  |                          |                          |                          |                          |
|  |                                 |                                 |                                 |                                 | Thunder de Stockton             | Thunder de Stockton             | 3                | 3                |                  |                  |  |  |              |              |              |              |  |  |                          |                          |                          |                          |
|  |                                 |                                 | Wranglers de Las Vegas          | Wranglers de Las Vegas          | 4                               | 4                               |                  |                  |                  |                  |  |  |              |              |              |              |  |  |                          |                          |                          |                          |
|  | Wranglers de Las Vegas          | Wranglers de Las Vegas          | Wranglers de Las Vegas          | Wranglers de Las Vegas          | 4                               | 4                               | 4                | 4                |                  |                  |  |  |              |              |              |              |  |  |                          |                          |                          |                          |
|  | Wranglers de Las Vegas          | Wranglers de Las Vegas          |                                 |                                 |                                 |                                 |                  | 4                |                  |                  |  |  |              |              |              |              |  |  |                          |                          |                          |                          |
|  | Condors de Bakersfield          | Condors de Bakersfield          | 3                               | 3                               |                                 |                                 |                  |                  |                  |                  |  |  |              |              |              |              |  |  |                          |                          |                          |                          |
|  | Condors de Bakersfield          | Condors de Bakersfield          | 3                               | 3                               | Wranglers de Las Vegas          | Wranglers de Las Vegas          | 0                | 0                |                  |                  |  |  |              |              |              |              |  |  |                          |                          |                          |                          |
|  |                                 |                                 |                                 |                                 | Wranglers de Las Vegas          | Wranglers de Las Vegas          | 0                | 0                |                  |                  |  |  |              |              |              |              |  |  |                          |                          |                          |                          |
|  |                                 |                                 | Aces de l'Alaska                | Aces de l'Alaska                | 4                               | 4                               |                  |                  |                  |                  |  |  |              |              |              |              |  |  |                          |                          |                          |                          |
|  | Aces de l'Alaska                | Aces de l'Alaska                | Aces de l'Alaska                | Aces de l'Alaska                | 4                               | 4                               | 4                | 4                |                  |                  |  |  |              |              |              |              |  |  |                          |                          |                          |                          |
|  | Aces de l'Alaska                | Aces de l'Alaska                |                                 |                                 |                                 |                                 |                  | 4                |                  |                  |  |  |              |              |              |              |  |  |                          |                          |                          |                          |
|  | Grizzlies de l'Utah             | Grizzlies de l'Utah             | 1                               | 1                               |                                 |                                 |                  |                  |                  |                  |  |  |              |              |              |              |  |  |                          |                          |                          |                          |
|  | Grizzlies de l'Utah             | Grizzlies de l'Utah             | 1                               | 1                               | Aces de l'Alaska                | Aces de l'Alaska                | 4                | 4                |                  |                  |  |  |              |              |              |              |  |  |                          |                          |                          |                          |
|  |                                 |                                 |                                 |                                 | Aces de l'Alaska                | Aces de l'Alaska                | 4                | 4                |                  |                  |  |  |              |              |              |              |  |  |                          |                          |                          |                          |
|  |                                 |                                 | Salmon Kings de Victoria        | Salmon Kings de Victoria        | 1                               | 1                               |                  |                  |                  |                  |  |  |              |              |              |              |  |  |                          |                          |                          |                          |
|  | Steelheads de l'Idaho           | Steelheads de l'Idaho           | Salmon Kings de Victoria        | Salmon Kings de Victoria        | 1                               | 1                               | 0                | 0                |                  |                  |  |  |              |              |              |              |  |  |                          |                          |                          |                          |
|  | Steelheads de l'Idaho           | Steelheads de l'Idaho           |                                 |                                 |                                 |                                 |                  | 0                |                  |                  |  |  |              |              |              |              |  |  |                          |                          |                          |                          |
|  | Salmon Kings de Victoria        | Salmon Kings de Victoria        | 4                               | 4                               |                                 |                                 |                  |                  |                  |                  |  |  |              |              |              |              |  |  |                          |                          |                          |                          |
|  | Salmon Kings de Victoria        | Salmon Kings de Victoria        | 4                               | 4                               |                                 |                                 |                  |                  |                  |                  |  |  |              |              |              |              |  |  |                          |                          |                          |                          |
|  |                                 |                                 |                                 |                                 |                                 |                                 |                  |                  |                  |                  |  |  |              |              |              |              |  |  |                          |                          |                          |                          |

## Récompenses

### Trophées
| Coupe Kelly :                        | Stingrays de la Caroline du Sud               |
| Coupe Henry Brabham :                | Everblades de la Floride                      |
| Trophée Gingher :                    | Stingrays de la Caroline du Sud               |
| Trophée Bruce Taylor :               | Aces de l'Alaska                              |
| Trophée John Brophy :                | Rick Kowalsky, Devils de Trenton              |
| CCM U+ Meilleur joueur de la Ligue : | Kevin Baker, Everblades de la Floride         |
| Meilleur joueur de la Coupe Kelly :  | James Reimer, Stingrays de la Caroline du Sud |
| Reebok Gardien de but de l'année :   | Jean-Philippe Lamoureux, Aces de l'Alaska     |
| CCM Recrue de l'année :              | Bryan Ewing, Nailers de Wheeling              |
| Défenseur de l'année :               | Dylan Yeo, Salmon Kings de Victoria           |
| Meilleur pointeur :                  | Kevin Baker, Everblades de la Floride         |
| Reebok Meilleur différentiel +/- :   | Travis Morin, Stingrays de la Caroline du Sud |
| Meilleur esprit sportif :            | Travis Morin, Stingrays de la Caroline du Sud |
| Trophée Ryan Birmingham :            | Michael Voyer                                 |

### Équipes d'étoiles
| Position       | Joueur                  | Équipe          |
| -------------- | ----------------------- | --------------- |
| Gardien de but | Jean-Philippe Lamoureux | Alaska          |
| Défenseur      | Dylan Yeo               | Victoria        |
| Défenseur      | Ryan Gunderson          | Trenton         |
| Attaquant      | Travis Morin            | Stars de Dallas |
| Attaquant      | Bryan Ewing             | Wheeling        |
| Attaquant      | Kevin Baker             | Floride         |

| Position       | Joueur         | Équipe      |
| -------------- | -------------- | ----------- |
| Gardien de but | Gerald Coleman | Trenton     |
| Défenseur      | Matt Shasby    | Alaska      |
| Défenseur      | Peter Metcalf  | Alaska      |
| Attaquant      | Wes Goldie     | Alaska      |
| Attaquant      | Mark Derlago   | Bakersfield |
| Attaquant      | Dave Bonk      | Bakersfield |

| Position       | Joueur                  | Équipe      |
| -------------- | ----------------------- | ----------- |
| Gardien de but | Jean-Philippe Lamoureux | Alaska      |
| Défenseur      | Elgin Reid              | Wheeling    |
| Défenseur      | Mitch Ganzak            | Wheeling    |
| Attaquant      | Matt Pope               | Bakersfield |
| Attaquant      | Jordan Morrison         | Wheeling    |
| Attaquant      | Bryan Ewing             | Wheeling    |